# Ulg
Ulg — piąty album studyjny estońskiej folk metalowej grupy muzycznej Metsatöll. Wydany został 1 listopada 2011 roku przez Spinefarm Records. Na krążku znajduje się 11 utworów.

## Lista utworów
Na podstawie materiału źródłowego:
| Nr  | Tytuł utworu  | Długość |
| --- | ------------- | ------- |
| 1.  | „Agu”         | 02:17   |
| 2.  | „Sõjasüda”    | 04:36   |
| 3.  | „Küü”         | 04:07   |
| 4.  | „Muhu õud”    | 03:50   |
| 5.  | „Kivine maa”  | 03:53   |
| 6.  | „Rabakannel”  | 04:47   |
| 7.  | „Isata”       | 02:14   |
| 8.  | „Kahjakaldad” | 04:49   |
| 9.  | „Tormilind”   | 02:57   |
| 10. | „Ulg”         | 06:02   |
| 11. | „Eha”         | 04:02   |
|     |               | 43:34   |